# Шаршија
Шаршија (фр. Charchilla) насеље је и општина у источној Француској у региону Франш-Конте, у департману Јура која припада префектури Сен Клод.
По подацима из 2011. године у општини је живело 259 становника, а густина насељености је износила 37,87 становника/km². Општина се простире на површини од 6,84 km². Налази се на средњој надморској висини од 578 метара (максималној 690 m, а минималној 460 m).

## Демографија
| 1962. | 1968. | 1975. | 1982. | 1990. | 1999. | 2011. |
| ----- | ----- | ----- | ----- | ----- | ----- | ----- |
| 124   | 159   | 173   | 233   | 251   | 249   | 259   |

График промене броја становника у току последњих година